# Cleveland Browns 1988
La stagione 1988 dei Cleveland Browns è stata la 39ª della franchigia nella National Football League. La squadra si qualificò per i playoff per il quarto anno consecutivo con un record di 10-6 e perse nel primo turno di playoff contro gli Houston Oilers. Malgrado i risultati positivi (62% di vittorie in quattro stagioni con i Browns), il capo-allenatore Marty Schottenheimer fu licenziato a fine stagione.

## Roster
| Roster dei Cleveland Browns nel 1988 |
| --- |
| Quarterback - 19 Bernie Kosar - 18 Gary Danielson - 12 Don Strock - 7 Steve Slayden - 10 Mike Pagel Running Back - 44 Earnest Byner - 42 Tim Manoa FB - 34 Kevin Mack - 43 Tony Baker - 28 Herman Fontenot KR Wide Receiver - 85 Clarence Weathers - 86 Brian Brennan - 88 Reggie Langhorne - 89 Gerald McNeil - 84 Webster Slaughter - 83 Glen Young Tight End - 82 Ozzie Newsome Offensive Linemen - 74 Paul Farren LT - 69 Dan Fike RG - 73 Gregg Rakoczy C - 63 Cody Risien RT - 70 Larry Williams LG - 64 Frank Winters G/C - 77 Rickey Bolden T - 66 Tony Jones G/T Defensive Linemen - 79 Bob Golic DT - 78 Carl Hairston DE - 91 Sam Clancy DE - 99 Darryl Sims DE - 92 Michael Dean Perry DT - 72 Charles Buchanan DE - 95 Marlon Jones DE Linebacker - 50 Van Waiters LB - 51 Eddie Johnson ILB - 59 Mike Johnson MLB - 54 Mike Junkin OLB - 58 Clifford Charlton LB - 57 Clay Matthews Jr. OLB - 56 David Grayson OLB Defensive Back - 24 Anthony Blaylock DB - 29 Hanford Dixon CB - 31 Frank Minnifield CB - 22 Felix Wright FS - 23 Mark Harper DB - 35 Will Hill DB - 30 Thane Gash DB - 48 Brian Washington DB - 36 Stephen Braggs DB Special Team - 9 Matt Bahr K - 4 Max Runager P - 11 Lee Johnson P Lista delle riserve - -- Jeff Modesitt TE (IR) - —- George Swarn RB (IR) |
| Legenda - I rookie sono in corsivo. - Il primo ruolo è il principale mentre gli eventuali successivi indicano i ruoli secondari. - (IR) sta per Injured Reserve ed indica la lista ristretta per un solo giocatore infortunato che può tornare ad allenarsi dopo la settimana 6 e a rientrare in prima squadra dopo che questa ha giocato 8 partite. - (NF-Inj.) / (NF-Ill.) stanno rispettivamente per Non-Football Injured e Non-Football Illness ed indicano le liste dove viene inserito un giocatore che ha un infortunio o una malattia non dipendente dal football americano. - (PUP) sta per Physically Unable to Perform ed indica la lista dove viene inserito un giocatore mentre è in attesa di recuperare la condizione fisica. Nella stagione regolare dopo la sesta partita giocata dalla propria squadra, il giocatore ha tempo tre settimane per riprendere ad allenarsi, più tre settimane aggiuntive dal suo rientro agli allenamenti per rientrare in prima squadra. |

## Calendario
| Stagione regolare |              |                        |           |        |                             |          |         |
| Turno             | Data         | Avversario             | Risultato | Record | Stadio                      | Pubblico | Sintesi |
| 1                 | 4 settembre  | at Kansas City Chiefs  | V 6–3     | 1–0    | Arrowhead Stadium           | 55,654   | Recap   |
| 2                 | 11 settembre | New York Jets          | S 3–23    | 1–1    | Cleveland Municipal Stadium | 74,434   | Recap   |
| 3                 | 19 settembre | Indianapolis Colts     | V 23–17   | 2–1    | Cleveland Municipal Stadium | 75,148   | Recap   |
| 4                 | 25 settembre | at Cincinnati Bengals  | S 17–24   | 2–2    | Riverfront Stadium          | 54,943   | Recap   |
| 5                 | 2 ottobre    | at Pittsburgh Steelers | V 23–9    | 3–2    | Three Rivers Stadium        | 56,410   | Recap   |
| 6                 | 9 ottobre    | Seattle Seahawks       | S 10–16   | 3–3    | Cleveland Municipal Stadium | 78,605   | Recap   |
| 7                 | 16 ottobre   | Philadelphia Eagles    | V 19–3    | 4–3    | Cleveland Municipal Stadium | 78,787   | Recap   |
| 8                 | 23 ottobre   | at Phoenix Cardinals   | V 29–21   | 5–3    | Sun Devil Stadium           | 61,261   | Recap   |
| 9                 | 30 ottobre   | Cincinnati Bengals     | V 23–16   | 6–3    | Cleveland Municipal Stadium | 79,147   | Recap   |
| 10                | 7 novembre   | at Houston Oilers      | S 17–24   | 6–4    | Houston Astrodome           | 51,467   | Recap   |
| 11                | 13 novembre  | at Denver Broncos      | S 7–30    | 6–5    | Mile High Stadium           | 75,806   | Recap   |
| 12                | 20 novembre  | Pittsburgh Steelers    | V 27–7    | 7–5    | Cleveland Municipal Stadium | 77,131   | Recap   |
| 13                | 27 novembre  | at Washington Redskins | V 17–13   | 8–5    | RFK Stadium                 | 51,604   | Recap   |
| 14                | 4 dicembre   | Dallas Cowboys         | V 24–21   | 9–5    | Cleveland Municipal Stadium | 77,683   | Recap   |
| 15                | 12 dicembre  | at Miami Dolphins      | S 31–38   | 9–6    | Joe Robbie Stadium          | 61,884   | Recap   |
| 16                | 18 dicembre  | Houston Oilers         | V 28–23   | 10–6   | Cleveland Municipal Stadium | 74,610   | Recap   |

Note: gli avversari della propria division sono in grassetto.

### Playoff
| Playoff   |             |                    |           |        |                             |         |
| Turno     | Data        | Avversario (seed)  | Risultato | Record | Stadio                      | Sintesi |
| Wild Card | 24 dicembre | Houston Oilers (5) | S 23–24   | 0–1    | Cleveland Municipal Stadium | Recap   |

## Classifiche
| AFC Central           |    |    |   |      |      |     |     |     |     |
|                       | V  | S  | P | %    | CONF | DIV | PF  | PS  | STR |
| Cincinnati Bengals(1) | 12 | 4  | 0 | .750 | 4–2  | 8–4 | 448 | 329 | V1  |
| Cleveland Browns(4)   | 10 | 6  | 0 | .625 | 4–2  | 6–6 | 304 | 288 | V1  |
| Houston Oilers(5)     | 10 | 6  | 0 | .625 | 3–3  | 7–5 | 424 | 365 | S1  |
| Pittsburgh Steelers   | 5  | 11 | 0 | .313 | 1–5  | 4–8 | 336 | 421 | V1  |